# 戸塚祥太
戸塚 祥太（とつか しょうた、1986年〈昭和61年〉11月13日 - ）は、日本のアイドル、タレント、俳優。男性アイドルグループ・A.B.C-Zのメンバー。愛称は、とっつー。
愛知県生まれ、東京都出身。STARTO ENTERTAINMENT所属。

## 来歴
物心がついた頃からドラマや映画に出たいという思いがあり、母親が履歴書を送り、オーディションを経て1999年4月25日に12歳でジャニーズ事務所に入所。翌月5月のジャニーズJr.のコンサート『Fresh Spring Concert』横浜アリーナ公演でコンサートに初出演する。当初、母親から「（母の友人の息子のために）ジャニーズがどんな世界かスパイしてきなさい」と言われていたが、のちに「不良にならないためにジャニーさんに預けた」と明かされたという。2000年頃、ジャニーズJr.内ユニット・A.B.C.のメンバーに選ばれる。
2006年7月、期間限定ユニット・Kitty GYM（Kitty）のメンバーに選ばれ、山下智久などと共に『女子バレーボール ワールドグランプリ2006』のスペシャルサポーターを務める。2008年8月以降はA.B.C.からA.B.C-Zにユニット名を変えて活動を続けている。
2012年に日本テレビ系テレビドラマ『ゴーストママ捜査線〜僕とママの不思議な100日〜』でテレビドラマ初出演、2014年に舞台『出発』で初主演、そして2015年の『恋する♡ヴァンパイア』で幼い頃からの念願の映画初出演を果たす。
2023年11月13日に個人のInstagramを開設。ソロプロジェクト「guerrilla love」の一環で、2024年11月にはInstagramの世界観を納めた写真集を発売した。

## 人物
先輩である錦織一清がつかこうへい作品を演出した舞台に出演し、役者として経験を積んできたため、錦織の“イズム”が原動力になっている。
端正な顔立ちや凜々しい表情、意志の強さと優しさが共存した瞳が魅力的とされ、数々の舞台経験によって培われた声の深みや滑舌の良さもあり、演技派ジャニーズ、正統派ジャニーズとも評される。しかしそれとは裏腹に、バンダナに丸メガネという奇抜なファッションで音楽番組に出演したり、舞台『PLAYZONE』の稽古中に突然スキンヘッドにしたりといった奇行エピソードを持つ。このような行動から、インターネット上には都市伝説のような「戸塚の奇行伝説」が書かれているが、本人曰く、ほぼガセである。
読書家で、特に作家・伊坂幸太郎のファンを公言している。初めて読んだ伊坂作品は『重力ピエロ』であり、連載していたフォトエッセイ「ジョーダンバットが鳴っている」のタイトルにはこの作品に登場するアイテムが用いられている。伊坂本人との交流もあり、交流のきっかけとなった小説『バイバイ、ブラックバード』がドラマ化された際には友情出演を果たした。
舞台『滝沢革命』が終わった頃に肺気胸で入院し、当時レギュラーとして出演していた『はなまるマーケット』を2週間ほど休んでいた時期がある。
兄と妹がいる。小学生の時はサッカーと空手を習っていた。

## 出演
グループでの出演Kitty GYM#出演、Kitty#出演、 A.B.C.#出演、A.B.C-Z#出演を参照。個人での出演のみ記載。
※主演作品は太字表記

### 舞台
- 滝沢演舞城 '08 命（LOVE）（2008年4月2日 - 27日、新橋演舞場）[31]
- 滝沢演舞城 '09 タッキー&Lucky LOVE（2009年3月29日 - 4月26日、新橋演舞場）[32]
- 新春 滝沢革命（2012年1月1日 - 29日、帝国劇場）[33]
- 熱海殺人事件（作：つかこうへい / 2013年7月19日 - 21日、サンシャイン劇場 / 7月26日 - 28日、京都四條南座） - 大山金太郎 役、木村伝兵衛 役 [34]
- 出発（作：つかこうへい / 2014年7月11日 - 14日、京都四條南座 / 7月22日 - 27日、新橋演舞場 他） - 主演・長男 一郎 役[35]
- 広島に原爆を落とす日（作：つかこうへい / 2015年4月3日 - 6日、京都南座 / 4月14日 - 23日、サンシャイン劇場　他） - 主演・ディープ山崎 役[36][37]
- 寝盗られ宗介（作：つかこうへい / 2016年4月16日- 24日、大阪松竹座 / 5月3日・4日、ももちパレス / 5月14日、刈谷市総合文化センター / 5月24日 - 29日、新橋演舞場） -　主演・宗介 役[38]
- JOHNNYS' ALL STARS IsLAND（2017年1月1日 - 24日、帝国劇場）[39][40]
- Defiled-ディファイルド-（2017年4月5日 - 5月7日、東京・DDD青山クロスシアター / 5月10日 - 12日、サンケイホールブリーゼ / 5月19日 - 20日、ももちパレス大ホール） - 主演・ハリー・メンデルソン 役[41][42]（勝村政信とのW主演[43]）
- 恋する♡ヴァンパイア（2018年3月9日 - 11日、天王洲 銀河劇場 / 3月16日、広島アステールプラザ / 3月23日 - 25日、森ノ宮ピロティホール / 3月28日 - 4月1日、天王洲 銀河劇場） - 主演・金子哲 役[44][45]
- BACKBEAT（作：イアン・ソフトリー、スティーヴン・ジェフリーズ / 2019年5月25日 - 6月9日、東京芸術劇場 プレイハウス / 6月12日 - 16日、兵庫県立芸術文化センター 阪急中ホール / 6月19日、刈谷市総合文化センター 大ホール / 6月22日・23日、やまと芸術文化ホール メインホール） - 主演・スチュアート・サトクリフ 役[46][47]
  - BACKBEAT（2023年4月23日〔プレビュー公演〕、江戸川区総合文化センター 大ホール / 4月28日 - 5月3日、兵庫県立芸術文化センター 阪急 中ホール / 5月6日・7日、市民会館シアーズホーム夢ホール大ホール / 5月20日・21日、枚方市総合文化芸術センター 関西医大 大ホール / 5月24日 - 31日、東京建物 Brillia HALL） - 主演・スチュアート・サトクリフ 役[48]
- 阿呆浪士（あほうろうし）（作：鈴木聡 / 2020年1月8日 - 1月24日、新国立劇場 中劇場 / 1月31日 - 2月2日、森ノ宮ピロティホール） - 主演・八 役[49]
- 未来記の番人（2021年3月12日 - 21日、新橋演舞場 / 3月27日、日本特殊陶業市民会館 / 3月30日、久留米シティプラザ / 4月3日 - 11日、大阪松竹座） - 主演・千里丸 役[18][50]
- 恋を読むinクリエ『逃げるは恥だが役に立つ』（2021年8月13日・14日、シアタークリエ） - 津崎平匡 役[51]
- フォーティンブラス（2021年8月19日 - 29日、Bunkamuraシアターコクーン） - 主演・羽沢武年（フォーティンブラス） 役[52]
  - フォーティンブラス（2022年6月3日 - 9日[注 2]、自由劇場 / 6月18日 - 20日、梅田芸術劇場シアター・ドラマシティ / 6月28日 - 30日、穂の国とよはし芸術劇場PLAT主ホール） - 主演・羽沢武年（フォーティンブラス） 役[54][55]
- 六本木歌舞伎2022『ハナゾチル』（『青砥稿花紅彩画』より）（2022年2月18日 - 3月6日、EXシアター六本木 / 3月11日 - 13日、福岡サンパレスホテル&ホール）[注 3][22][57] - 呉服屋の若旦那 / 弁天小僧菊之助 役（二役）[58]
- 今度は愛妻家（2022年10月7日 - 23日、よみうり大手町ホール  / 10月26日 - 30日、COOL JAPAN PARK OSAKA WWホール / 11月5日・6日、電力ホール） - 主演・北見俊介 役[59]
- 夜曲〜ノクターン〜（2023年6月6日 - 22日、大阪松竹座） - 主演・田村十五 役（五関晃一とW主演）[注 4][61]
- 緑に満ちる夜は長く…（2024年3月1日 - 17日、新国立劇場 小劇場 / 3月30日・31日、COOL JAPAN PARK OSAKA TTホール） - 主演・ユウ 役[62]
- SLEUTH / スルース（英語版）（2024年7月18日 - 28日、よみうり大手町ホール / 8月3日・4日、京都劇場） - 主演・マイロ 役[注 5][64]
- 真夜中に起こった出来事（2025年3月7日 - 17日、よみうり大手町ホール / 3月22日・23日、サンケイホールブリーゼ） - 主演・ハンス・リッテン 役（高橋惠子とのW主演）[65]
- アーモンド（2025年8月30日 - 9月14日〈予定〉、シアタートラム / 9月19日 - 21日〈予定〉、近鉄アート館） - 主演・ユンジェ 役[66]
- 朗読会『葉葉葉』-わたしはあなたか-（2025年10月29日 - 31日〈予定〉、キリスト品川教会）[67]

### コンサート
- Fresh Spring Concert（1999年5月2日 - 6月20日、横浜アリーナ・大阪城ホール）[10][68]
- ジャニーズJr.特急〈10.9〉投球〈10.9〉コンサート 10月9日東京ドームに大集合!!（1999年10月9日、東京ドーム）[68]
- ジャニーズJr. Spring Concert 2000（2000年4月3日 - 5月7日、横浜アリーナ・大阪城ホール・名古屋レインボーホール）[69]
- ジャニーズJr. 〈東・阪・名〉3大ドームコンサート（2000年9月3日 - 10月15日、東京ドーム・大阪ドーム・ナゴヤドーム）[69]
- V6 LIVE TOUR 2015 -SINCE 1995〜FOREVER- （2015年11月1日・国立代々木競技場第一体育館、2016年2月17日、avex traxよりBlu-ray・DVD発売）- 井ノ原快彦の呼び掛けでMCに参加[70]。
- 戸塚祥太 Solo Tour 2024 guerrilla love（2024年10月22日・23日、BIGCAT / 10月26日・27日、Zepp Haneda）[71]

### テレビドラマ
- 怖い日曜日〜2000〜 缶蹴り（2000年11月19日、日本テレビ）[20]
- ゴーストママ捜査線〜僕とママの不思議な100日〜 第4話（2012年7月28日、日本テレビ） ‐ 牧野良太 役[20][72]
- 癒し屋キリコの約束（2015年8月3日 - 9月25日、東海テレビ） ‐ 上山涼 役[6][73]
- この声をきみに（2017年9月8日 - 11月17日、NHK総合） ‐ 河合雄一 役[74]
- 連続ドラマW バイバイ、ブラックバード 最終話（2018年3月24日、WOWOW） ‐ 大学生風の男 役[75]
- トーキョーエイリアンブラザーズ（2018年7月23日 - 9月24日、日本テレビ）- 主演・夏太郎 役（伊野尾慧とのW主演）[76]
- やすらぎの刻〜道（2019年11月 - 2020年3月27日、テレビ朝日） - 根来克夫 役[77][20]
- 連続ドラマW 密告はうたう 警視庁監察ファイル（2021年8月22日 - 9月26日、WOWOW） - 斎藤康太 役[78]
  - 連続ドラマW 密告はうたう2 警視庁監察ファイル（2024年8月11日 - 9月29日、WOWOW）[79][80]
- 凛子さんはシてみたい（2021年10月20日 - 12月8日、毎日放送） - 主演・上坂弦 役（高田夏帆とのW主演）[81]
- 金田一少年の事件簿 第6話・第7話（2022年6月5日・12日、日本テレビ） - 都築哲雄 役[82][83]
- さすらい署長 風間昭平 スペシャル 富士山河口湖殺人事件（2023年4月24日、テレビ東京） - 笠松瑛太 役[84]
- 偉人シリーズ第31作『日本細菌学の父・北里柴三郎〜終始一貫 未来を紡いで〜』（2024年1月21日、テレビ熊本） - 後藤新平 役[85]
- 極道上司に愛されたら（2025年7月23日 - 、毎日放送・TBS） - 主演・小田切蓮 役（紺野彩夏とダブル主演）[86]

### 映画
- 恋する♡ヴァンパイア（2015年4月17日公開） - 哲 役[87]
- 日本のいちばん長い日（2015年8月8日公開）- 藤井政美 役[17][88]
- 映画 少年たち（2019年3月29日公開）[89] - 宮崎 役[90]、予告編のナレーションも担当[91]
- MAD MASK（2025年7月25日公開）[92]

### テレビ番組
- はなまるマーケット（2007年3月 - 2008年3月（月曜レギュラー[93]）・2008年4月 - 2009年4月（水曜レギュラー[94]）、TBS）[14]
- 百識王（2008年11月 - 2013年9月、フジテレビ）[31] - 百識団団員
- モウソリスト（2013年10月[95] - 2014年9月[96]、フジテレビ）
- 武士道ジャーニー〜A.B.C-Z 戸塚祥太 岩手の魂に触れる旅〜（2022年6月25日、岩手めんこいテレビ）[27]
  - 縄文ジャーニー 岡本太郎の情熱に触れる岩手・青森の旅（2023年11月25日、岩手めんこいテレビ）[97][98]
- ドキュメント20min. 「宛先は、わたし」(2023年10月23日、NHK総合テレビジョン) - 語り[99]

### CM
- ベネッセ「進研ゼミ中学講座」（2000年）[100]
- 日本コカ・コーラ「ベンダーCM」（2003年）[101]
- 日清レンジSpa王（2009年） ※滝沢秀明らと共演[102]

### 声優
- こちらベスト探偵団 シーズン1 第10話（2022年10月9日、Eテレ） - ブライアン 役[103]
- こちらベスト探偵団 シーズン2 第1話「初めてのライブ」（2023年5月21日、Eテレ） - ブライアン 役[104]

## 作品
| 曲名                                           | 作詞                                               | 作曲                                          | JASRAC 作品コード | 名義                                          | 収録                                                                  |
| ---------------------------------------------- | -------------------------------------------------- | --------------------------------------------- | ----------------- | --------------------------------------------- | --------------------------------------------------------------------- |
| ドラマ                                         | 戸塚祥太                                           | AKING                                         | 712-4861-7        | A.B.C-Z 戸塚祥太                              | アルバム『A.B.Sea Market』 - 戸塚ソロ                                 |
| V                                              | 戸塚祥太                                           | BIGMAN                                        | 715-3847-0        | A.B.C-Z 戸塚祥太                              | アルバム『ABC STAR LINE』 - 戸塚ソロ                                  |
| Dolphin                                        | 戸塚祥太                                           | 戸塚祥太 清水哲平                             | 717-7624-9        | A.B.C-Z 戸塚祥太                              | アルバム『5 Performer-Z』 - 戸塚ソロ                                  |
| 好きなんだ…                                    | ma-saya （ラップ詞：戸塚祥太・河合郁人・塚田僚一） | VaChee 小川裕太郎                             | 237-2244-4        | 戸塚祥太・河合郁人・塚田僚一／A.B.C-Z A.B.C-Z | アルバム『VS 5』〈通常盤〉 - 戸塚 VS 河合 VS 塚田                     |
| 星が光っていると思っていた                     | 戸塚祥太                                           | 戸塚祥太 清水哲平                             | 269-7034-1        | A.B.C-Z 戸塚祥太                              | アルバム『BEST OF A.B.C-Z』 - 戸塚ソロ                                |
| 月に行くね、光の連続                           | 戸塚祥太                                           | 戸塚祥太 dogeatingdogs                        | 306-4283-3        | A.B.C-Z                                       | アルバム『F.O.R-変わりゆく時代の中で、輝く君と踊りたい。』 - 戸塚ソロ |
| 君といた                                       | 戸塚祥太                                           | 伊郷アクン                                    | 186-5550-5        | 戸塚祥太                                      | ライブDVD『A.B.C-Z 2013 Twinkle×2 Star Tour』 - 戸塚ソロ              |
| トキメキイマジネーション                       | 戸塚祥太                                           | AKING                                         | 204-3600-9        | A.B.C-Z                                       | ライブDVD『Summer Concert 2014 A.B.C-Z★"Legend"』                     |
| はじまりの音                                   | 戸塚祥太                                           | 戸塚祥太                                      | 169-8116-2        | 戸塚祥太                                      |                                                                       |
| LONELY DANCER                                  | 戸塚祥太                                           | BORG KEVIN JAMES                              | 1K3-6428-2        | 戸塚祥太 『JOHNNYS' ALL STARS IsLAND』        |                                                                       |
| ずっとLOVE                                     | 戸塚祥太                                           | FREMBERG DAVID NILS MATTIAS                   | 1D5-6039-9        | A.B.C-Z                                       | DVD『ずっとLOVE』                                                     |
| Let's Go〜未来へ架かる橋〜                     | 戸塚祥太 河合郁人                                  | 滝沢秀明                                      | 182-5155-2        | A.B.C-Z                                       | アルバム『From ABC to Z』                                             |
| 5 Rings                                        | 戸塚祥太                                           | EDBERGER NIKLAS                               | 1F4-1606-6        | A.B.C-Z 『ABC座2013ジャニーズ伝説』           | アルバム『From ABC to Z』〈通常盤〉                                   |
| 光                                             | 戸塚祥太                                           | Didrik Thott Christian Fast Henrik Nordenback | 7E2-8845-1        | A.B.C-Z                                       | シングル『JOYしたいキモチ』〈通常盤〉                                 |
| リンネ                                         | 橋本良亮                                           | 戸塚祥太                                      | 501-6005-2        | A.B.C-Z                                       | アルバム『Going with Zephyr』〈初回限定盤B〉                          |
| Appale                                         | 戸塚祥太                                           | 戸塚祥太                                      | 266-5711-2        | A.B.C-Z                                       | シングル『Graceful Runner』〈通常盤〉                                 |
| If you don't know break up you don't know love | 戸塚祥太                                           | 戸塚祥太 dogeatingdogs                        | 293-3443-8        | 戸塚祥太/A.B.C-Z                              | DVD『ABC座星(スター)劇場2023 〜5 Stars Live Hours〜』                 |
| Guerrilla Love                                 | 戸塚祥太                                           | 戸塚祥太                                      |                   |                                               |                                                                       |
| Departed                                       |                                                    |                                               |                   |                                               |                                                                       |
| 散歩                                           |                                                    |                                               |                   |                                               |                                                                       |

## 著作

### 単行本
- ジョーダンバットが鳴っている（2018年3月31日、KADOKAWA）[29]ISBN 978-4-04069-724-6
  - 初出：KADOKAWA『ダ・ヴィンチ』2013年11月号[111] - 2016年2月号[112]）
  - 書き下ろし短篇小説「光」を併録

### 雑誌連載
- ジョーダンバットが鳴っている 2（KADOKAWA『ダ･ヴィンチ』2018年2月号 - 2019年2月号）[112]